# 林可彝烈士墓
林可彝烈士墓，是位于中国福建省福州市罗源县的一处民国墓葬，2021年11月30日入选罗源县第九批文物保护单位，是起步镇迄今唯一一处县级文物保护单位，也是第九批次唯一公布的文物保护单位。

## 历史与建筑
该墓地的墓主林可彝是罗源籍中国共产党烈士，1928年因第一次国共合作破裂而遭国民党杀害。林可彝去世后，战友将他的灵柩护送回乡，葬于此地。墓葬建筑整体呈凤字形，占地面积72平方米，坐东北朝西南，墓前有花岗岩石碑。罗源县现时常组织赴该地缅怀林可彝的活动，在烈士墓被发现前，对林可彝的各种缅怀活动均在罗源革命烈士陵园进行。